# 奧古斯塔山 (南極洲)
84°48′S 163°6′E / 84.800°S 163.100°E
奧古斯塔山（英語：Mount Augusta），是南極洲的山峰，位於沙克爾頓海岸，處於懷爾德山以東4公里，屬於亞歷山德拉皇后山脈的一部分，以英國探險隊發現，現時由南極條約體系管理。